# 萩原町立尾崎小学校平沢分校
萩原町立尾崎小学校平沢分校（はぎわらちょうりつ おざきしょうがっこう　ひらさわぶんこう）は、かつて岐阜県益田郡萩原町（現・下呂市）に存在した公立小学校の分校。

## 概要
- 萩原町立尾崎小学校[注釈 2]の分校であり、現在の下呂市萩原町尾崎の北部、平沢集落に存在した。萩原町の学校の統廃合により廃校[注釈 3]。

## 沿革
- 1911年（明治44年）
  - 2月 - 益田郡川西村大字尾崎字平沢に尾崎尋常高等小学校平沢分教場が開校。
  - 7月 - 校舎を新築する。
- 1941年（昭和16年） - 尾崎国民学校平沢分教場に改称する。
- 1947年（昭和22年） - 川西村立尾崎小学校平沢分校に改称する。
- 1956年（昭和31年）8月25日 - 萩原町、川西村、大野郡山之口村と合併し、改めて萩原町が発足。同時に萩原町立尾崎小学校平沢分校に改称する。
- 1963年（昭和38年）3月 - 廃校。